# 1979-es Eurovíziós Dalfesztivál
Az 1979-es Eurovíziós Dalfesztivál volt a huszonnegyedik Eurovíziós Dalfesztivál, melynek Izrael fővárosa, Jeruzsálem adott otthont. A helyszín a jeruzsálemi Binyenei HaUma volt.

## A résztvevők
Törökország visszalépett a versenytől az arab országok nyomására, akik ellenezték, hogy egy muszlim ország részt vegyen egy Izraelben tartandó versenyen. A török induló Maria Rita Epik & 21.Peron Seviyorum című dala lett volna, és 11.-ek lettek volna a fellépési sorrendben.
Másodszor vett részt a versenyen a norvég Anita Skorgan (1977 után) és a francia Anne-Marie David, aki az 1973-as Eurovíziós Dalfesztiválon Luxemburg színeiben győzni tudott. 
Harmadszor vett részt a holland Sandra Reemer, akárcsak a svájci trió, Peter, Sue & Marc 1971 és 1976 után . Később 1981-ben is versenyeztek. Érdekesség, hogy mind a négy alkalommal különböző nyelven énekeltek, sorban francia-, angol-, német- és olasz nyelven.
A német Dschinghis Khan együttes tagjaként először vettek részt magyarok is a versenyen: Késmárky Marika és Mándoki László.

## A verseny
A verseny egyik műsorvezetője Yardena Arazi volt, aki három évvel korábban az 1976-os versenyen, illetve kilenc évvel később, az 1988-as Eurovíziós Dalfesztiválon maga is képviselte Izraelt.
A svájci indulóknak akadtak problémáik az izraeli határon, ugyanis az izraeli határőrök nem értették, miért kell nekik a rengeteg öntözőkanna, slag, szemeteszsák és üvegnyitó. Az eszközök a különleges színpadi előadáshoz kellettek, ezeket használták hangszerként.
A belga induló annyira elégedetlen volt a nemzeti döntő eredményével, hogy sose vette fel stúdióban a győztes dalt. Micha Marah énekelte a nemzeti döntő minden dalát, és kedvence a Comment ça va? című szerzemény volt, mely az elődöntők során végig fölényesen vezetett, végül mégis alulmaradt a Hey Nana című dallal szemben, amely így azon kevés Eurovíziós dalok egyike, melyeknek nincsen stúdió verziója.
Az UNESCO 1979-et a gyermekek nemzetközi évének nyilvánította, és a spanyol dal erre fel is hívta a figyelmet. Az énekesnőhöz négy gyerek csatlakozott a színpadon, akik a dal végén kinyitották a kezükben lévő papírtekercseket, amin a Köszönöm felirat állt négy különböző nyelven: angolul, franciául, spanyolul és héberül. Az előadás érdekessége, hogy ma már nem lehetne előadni, ugyanis 1990-től érvényben van az a szabály, hogy csak tizenhatodik életévüket betöltött személyek tartózkodhatnak a színpadon.

## A szavazás
A szavazási rendszer megegyezett az 1975-ös versenyen bevezetettel. Minden ország a kedvenc 10 dalára szavazott, melyek 1-8, 10 és 12 pontot kaptak. A szóvivők a fellépési sorrendben hirdették ki a pontokat.
A szavazás a fellépési sorrendnek megfelelően zajlott: Portugália volt az első szavazó, míg Spanyolország az utolsó. A szavazás során négy ország váltotta egymást az élen: az első zsűri után Izrael volt az első helyen, ezt követően egy-egy pillanatig Franciaország, majd az Egyesült Királyság állt az élen, majd a házigazda visszavette a vezetést. A szavazás felénél a lassan kezdő spanyol dal állt az élre, ám az előny nem tartott ki végig. A brit zsűri pontjai után Izrael állt az élen, az utolsó előttiként szavazó Ausztria után ismét Spanyolország, egyetlen ponttal megelőzve Izraelt. Az utolsó zsűri azonban éppen a spanyol zsűri volt, és az Izraelnek adott tíz pont a házigazda győzelmét eredményezte. A győztes dal öt zsűritől – portugál, ír, svéd, norvég, brit – gyűjtötte be a maximális tizenkettő pontot, míg az olasz és a német zsűri nem tartotta pontra érdemesnek.
Ez volt Izrael sorozatban második győzelme, míg Spanyolország 1971 és 1973 után harmadszor végzett a második helyen.

## Térkép

Részt vevő országok
Országok, melyek korábban részt vettek, de ebben az évben nem

## Eredmények
| #  | Ország             | Nyelv    | Előadó                                | Dal                           | Magyar fordítás                 | Helyezés | Pontszám |
| -- | ------------------ | -------- | ------------------------------------- | ----------------------------- | ------------------------------- | -------- | -------- |
| 01 | Portugália         | portugál | Manuela Bravo                         | Sobe, sobe, balão sobe        | Szállj, szállj, léggömb, szállj | 9.       | 64       |
| 02 | Olaszország        | olasz    | Matia Bazar                           | Raggio di luna                | Holdfény                        | 15.      | 27       |
| 03 | Dánia              | dán      | Tommy Seebach                         | Disco Tango                   | Diszkó tangó                    | 6.       | 76       |
| 04 | Írország           | angol    | Cathal Dunne                          | Happy Man                     | Boldog ember                    | 5.       | 80       |
| 05 | Finnország         | finn     | Katri Helena                          | Katson sineen taivaan         | Nézem a kék eget                | 14.      | 38       |
| 06 | Monaco             | francia  | Laurent Vaguener                      | Notre vie c’est la musique    | A zene az életünk               | 16.      | 12       |
| 07 | Görögország        | görög    | Elpida                                | Sokrati                       | Szókratész                      | 8.       | 69       |
| 08 | Svájc              | német    | Peter, Sue, Marc, Pfuri Gorps & Kniri | Trödler und Co                | Zsibárusok és társaik           | 10.      | 60       |
| 09 | Németország        | német    | Dschinghis Khan                       | Dschinghis Khan               | Dzsingisz kán                   | 4.       | 86       |
| 10 | Izrael             | héber    | Gali Atari & Milk and Honey           | Hallelujah                    | Hallelúja                       | 1.       | 125      |
| 11 | Franciaország      | francia  | Anne-Marie David                      | Je suis l’enfant-soleil       | A nap gyermeke vagyok           | 3.       | 106      |
| 12 | Belgium            | holland  | Micha Marah                           | Hey Nana                      | Hé, Nana                        | 18.      | 5        |
| 13 | Luxemburg          | francia  | Jeane Manson                          | J’ai déjà vu ça dans tes yeux | Már láttam azt a szemeidben     | 13.      | 44       |
| 14 | Hollandia          | holland  | Xandra                                | Colorado                      | —                               | 12.      | 51       |
| 15 | Svédország         | svéd     | Ted Gärdestad                         | Satellit                      | Műhold                          | 17.      | 8        |
| 16 | Norvégia           | norvég   | Anita Skorgan                         | Oliver                        | Olivér                          | 11.      | 57       |
| 17 | Egyesült Királyság | angol    | Black Lace                            | Mary Ann                      | Marianna                        | 7.       | 73       |
| 18 | Ausztria           | német    | Christina Simon                       | Heute in Jerusalem            | Ma Jeruzsálemben                | 18.      | 5        |
| 19 | Spanyolország      | spanyol  | Betty Missiego                        | Su canción                    | Az ő dala                       | 2.       | 116      |

## Ponttáblázat
|                    | Zsűrik     | Zsűrik      | Zsűrik | Zsűrik   | Zsűrik     | Zsűrik | Zsűrik      | Zsűrik | Zsűrik      | Zsűrik | Zsűrik        | Zsűrik  | Zsűrik    | Zsűrik    | Zsűrik     | Zsűrik   | Zsűrik             | Zsűrik   | Zsűrik        | Zsűrik |
| Össz               | Portugália | Olaszország | Dánia  | Írország | Finnország | Monaco | Görögország | Svájc  | Németország | Izrael | Franciaország | Belgium | Luxemburg | Hollandia | Svédország | Norvégia | Egyesült Királyság | Ausztria | Spanyolország |        |
| ------------------ | ---------- | ----------- | ------ | -------- | ---------- | ------ | ----------- | ------ | ----------- | ------ | ------------- | ------- | --------- | --------- | ---------- | -------- | ------------------ | -------- | ------------- | ------ |
| Portugália         | 64         |             | 6      |          |            | 2      | 5           |        | 4           | 4      |               | 10      | 5         | 3         | 3          | 3        | 6                  |          | 7             | 6      |
| Olaszország        | 27         | 8           |        |          |            | 8      |             |        |             |        |               |         |           |           |            |          | 3                  |          |               | 8      |
| Dánia              | 76         |             |        |          | 2          |        | 3           | 12     | 1           | 10     | 12            | 6       | 7         | 4         | 8          | 1        |                    | 3        | 3             | 4      |
| Írország           | 80         | 5           | 5      | 5        |            | 6      |             | 10     | 6           | 6      | 3             |         | 10        | 7         |            | 8        | 5                  | 4        |               |        |
| Finnország         | 38         |             | 7      |          |            |        |             | 7      | 8           | 5      |               | 5       |           | 6         |            |          |                    |          |               |        |
| Monaco             | 12         | 1           | 2      | 4        |            |        |             |        |             |        |               | 3       |           |           |            |          |                    |          |               | 2      |
| Görögország        | 69         | 10          |        | 1        | 4          |        | 7           |        | 7           | 2      | 10            | 4       | 1         | 5         | 7          | 2        |                    |          | 2             | 7      |
| Svájc              | 60         |             |        | 7        | 1          | 10     | 2           | 2      |             | 7      | 4             | 7       |           |           |            |          | 8                  |          | 12            |        |
| Németország        | 86         | 2           | 1      | 12       | 5          | 3      | 12          |        |             |        | 6             | 12      | 4         | 1         | 2          | 6        |                    | 8        |               | 12     |
| Izrael             | 125        | 12          |        | 6        | 12         | 12     | 8           | 4      | 5           |        |               | 1       | 2         | 8         | 1          | 12       | 12                 | 12       | 8             | 10     |
| Franciaország      | 106        | 6           | 10     |          |            | 1      | 10          | 8      | 10          |        | 5             |         | 6         | 12        | 12         | 5        | 7                  | 6        | 5             | 3      |
| Belgium            | 5          |             |        | 2        |            |        |             |        |             | 1      |               |         |           |           |            |          |                    | 2        |               |        |
| Luxemburg          | 44         | 7           |        |          | 3          | 4      | 4           | 5      | 3           |        |               | 2       |           |           | 4          |          | 2                  | 10       |               |        |
| Hollandia          | 51         |             |        | 8        | 10         | 5      |             | 3      |             | 3      | 7             |         | 3         |           |            | 4        | 4                  |          | 4             |        |
| Svédország         | 8          |             |        |          | 6          |        |             | 1      |             |        | 1             |         |           |           |            |          |                    |          |               |        |
| Norvégia           | 57         | 3           | 3      |          | 8          |        | 6           |        |             |        | 2             |         | 8         | 2         | 6          | 10       |                    | 7        | 1             | 1      |
| Egyesült Királyság | 73         | 4           | 8      | 10       | 7          | 7      | 1           |        | 2           | 8      |               |         |           |           | 5          |          | 10                 |          | 6             | 5      |
| Ausztria           | 5          |             | 4      |          |            |        |             |        |             |        |               |         |           |           |            |          |                    | 1        |               |        |
| Spanyolország      | 116        |             | 12     | 3        |            |        |             | 6      | 12          | 12     | 8             | 8       | 12        | 10        | 10         | 7        | 1                  | 5        | 10            |        |

## Visszatérő előadók
| Előadó            | Ország        | Előző év(ek)                        |
| ----------------- | ------------- | ----------------------------------- |
| Peter, Sue & Marc | Svájc         | 1971, 1976                          |
| Anne-Marie David  | Franciaország | 1973 (Luxemburg színeiben, győztes) |
| Sandra Reemer     | Hollandia     | 1972, 1976                          |
| Anita Skorgan     | Norvégia      | 1977                                |